# フレデリズム3
『フレデリズム3』は、2022年3月30日にA-Sketchから発売された、フレデリックのメジャー3作目のフル・アルバム。

## 概要
須田景凪とのコラボレーションでリリースされた前作『ANSWER』から約3か月ぶりのアルバムリリースとなり、フルアルバムとしては、『フレデリズム2』以来約3年ぶりとなる。
『名悪役』以降にリリースされた配信限定シングル曲の他、『VISION』収録の表題曲や、『ASOVIVA』収録の「Wake Me Up」、『ANSWER』収録の表題曲と「TOMOSHI BEAT」など、全14曲が収録されている。
2022年3月9日に収録曲「ジャンキー」が先行配信された。

## 収録内容
| #         | タイトル                                 | 作詞               | 作曲               | 編曲                               | 時間  |
| --------- | ---------------------------------------- | ------------------ | ------------------ | ---------------------------------- | ----- |
| 1.        | 「ジャンキー」                           | 三原康司           | 三原康司           | フレデリック                       | 3:35  |
| 2.        | 「YONA YONA DANCE（フレデリズム Ver.）」 | 三原康司           | 三原康司           | フレデリック                       | 3:51  |
| 3.        | 「熱帯夜」                               | 三原康司           | 三原康司           | フレデリック                       | 4:08  |
| 4.        | 「VISION」                               | 三原康司           | 三原康司           | フレデリック                       | 4:10  |
| 5.        | 「ラベンダ」                             | 三原康司           | 三原康司           | フレデリック                       | 3:07  |
| 6.        | 「サイカ」                               | 三原康司           | 三原康司           | フレデリック                       | 4:17  |
| 7.        | 「ANSWER」(フレデリック×須田景凪)        | 三原康司、須田景凪 | 三原康司、須田景凪 | フレデリック、須田景凪、TAKU INOUE | 3:43  |
| 8.        | 「サーチライトランナー」                 | 三原康司           | 三原康司           | フレデリック                       | 3:48  |
| 9.        | 「Wake Me Up」                           | 三原康司           | 三原康司           | フレデリック                       | 2:57  |
| 10.       | 「Wanderlust」                           | 三原康司           | 三原康司           | フレデリック                       | 3:33  |
| 11.       | 「YOU RAY」                              | 三原康司           | 三原康司           | フレデリック                       | 3:54  |
| 12.       | 「蜃気楼」                               | 三原康司           | 三原康司           | フレデリック                       | 4:05  |
| 13.       | 「TOMOSHI BEAT」                         | 三原康司           | 三原康司           | フレデリック                       | 3:14  |
| 14.       | 「名悪役」                               | 三原康司           | 三原康司           | フレデリック                       | 3:43  |
| 合計時間: | 合計時間:                                | 合計時間:          | 合計時間:          | 合計時間:                          | 52:05 |

| #   | タイトル                   | 作詞 | 作曲・編曲 |
| --- | -------------------------- | ---- | ---------- |
| 1.  | 「Wake Me Up」             |      |            |
| 2.  | 「リリリピート」           |      |            |
| 3.  | 「もう帰る汽船」           |      |            |
| 4.  | 「ふしだらフラミンゴ」     |      |            |
| 5.  | 「他所のピラニア」         |      |            |
| 6.  | 「正偽」                   |      |            |
| 7.  | 「うわさのケムリの女の子」 |      |            |
| 8.  | 「まちがいさがしの国」     |      |            |
| 9.  | 「スキライズム」           |      |            |
| 10. | 「オンリーワンダー」       |      |            |
| 11. | 「されどBGM」              |      |            |
| 12. | 「サーチライトランナー」   |      |            |
| 13. | 「オドループ」             |      |            |
| 14. | 「名悪役」                 |      |            |

## 全曲解説
ジャンキー
2022年3月9日に本作から先行配信された。
三原健司はこの曲について、「デモを聴いた際に2022年にフレデリックの歩む道が決まったと確信した」と述べたと同時に、「時代に流されず自分が流れを作るという覚悟が込められた一曲」だとも述べている。
YONA YONA DANCE（フレデリズム Ver.）
和田アキ子に書き下ろした楽曲のセルフカバーバージョン。2022年1月19日に配信限定シングルとしてリリースされた。
三原康司は、この曲について「想像を超えるくらい沢山の方の耳に届いた曲」だと述べている。
熱帯夜
高橋武は、この曲について「一人一人の言葉を、感情を何一つ溢さず大切に掬いあげようとする信念を感じ、そういった信念が波紋のように広がり音として封じ込められている曲」だと述べた。
VISION
2019年10月9日に発売された2ndEPの表題曲。
「これからのフレデリックの活動を1番面白くしたい」という三原健司の想いが落とし込まれた楽曲となっている。
ラベンダ
この曲について三原健司は「ふとした日常の小さな幸せを曲にした」と述べており、赤頭隆児は「フレデリック2022って感じです」と述べた。
サイカ
テレビアニメ 『さんかく窓の外側は夜』オープニングテーマで、2021年10月6日にリリースされた配信限定シングル。
この曲について三原康司は「考えの違う相手に対する態度や姿勢が大事な今の時代だからこそ才能や個性を尊重し認めあえたらという願いを込めた曲」だと述べている。
ANSWER
スマートフォン向けゲームアプリ 『テイルズ オブ ルミナリア』のインスパイアソング。須田景凪とのコラボレーション楽曲で、2021年12月1日に「フレデリック×須田景凪」名義でリリースされたコラボEP『ANSWER』の表題曲。
三原健司は「互いの答えを尊重し、リスペクトがあったからこそ最高の共鳴が生まれた」と述べており、音楽を通して友人が出来る事の素晴らしさを実感したという。
サーチライトランナー
Jリーグ『アオアシ』コラボムービー タイアップソングに起用されており、三原康司は「タイアップがなければ生まれなかった真っ直ぐな曲」だと述べている。
Wake Me Up
2020年9月22日に発売された3rdEP『ASOVIVA』に収録されている楽曲。
三原康司はこの楽曲について、「ライブのムードを一瞬で変えるタイトル通り本当に目が覚める強烈な一曲」だと述べており、本楽曲はコロナ禍でスタジオが使えなかった時期にメンバーそれぞれ宅録でレコーディングを行った。
Wanderlust
ニュージーランド政府観光局 キャンペーン動画「ニュージーランドの旅を想像しよう」の為に書き下ろした楽曲で、2022年2月9日に配信限定シングルとしてリリースされた。
「旅せずにはいられない気持ち」をテーマに、広大な風景や新たな出会いをイメージし制作された。
YOU RAY
タイトルの「YOU RAY」は「幽霊」を意味している。
蜃気楼
アルバムリリースの発表後に、テレビアニメ『遊☆戯☆王ゴーラッシュ!!』オープニングテーマに起用された。
三原康司は「アルバムで一番制作に時間がかかった曲」だと述べている。
TOMOSHI BEAT
前述したコラボEP『ANSWER』の収録曲で、スマートフォン向けゲームアプリ『テイルズ オブ ルミナリア』のオープニングテーマ。
三原康司は「本作に更に熱を入れてくれた曲」だと述べている。
名悪役
2021年4月28日にリリースされた配信限定シングル。
初の日本武道館公演で最後に演奏した楽曲で、三原康司曰く心から大事な曲だという。

## タイアップ
サイカ
テレビアニメ 『さんかく窓の外側は夜』オープニングテーマ
ANSWER
スマートフォン向けゲームアプリ 『テイルズ オブ ルミナリア』インスパイアソング
サーチライトランナー
Jリーグ『アオアシ』コラボムービー タイアップソング
Wake Me Up
TBS系「CDTVサタデー」2020年10月度オープニングテーマ
Wanderlust
ニュージーランド政府観光局 キャンペーン動画「ニュージーランドの旅を想像しよう」書き下ろし楽曲
蜃気楼
テレビアニメ『遊☆戯☆王ゴーラッシュ!!』オープニングテーマ
TOMOSHI BEAT
スマートフォン向けゲームアプリ『テイルズ オブ ルミナリア』オープニングテーマ